# Dinempheria trapezoidalis
Dinempheria trapezoidalis är en tvåvingeart som beskrevs av Loïc Matile 1979. Dinempheria trapezoidalis ingår i släktet Dinempheria och familjen svampmyggor. Inga underarter finns listade i Catalogue of Life.